# Anchemuddanahalli, Krishnarajpet
Anchemuddanahalli là một làng thuộc tehsil Krishnarajpet, huyện Mandya, bang Karnataka, Ấn Độ.